# Dýrafjarðargöng
Dýrafjarðargöng je silniční jednotubusový tunel v Západních fjordech Islandu, který spojuje Arnarfjörður a Dýrafjörður.

## Historie
Tunel zlepšuje dopravní spojení mezi Borgarfjörðurem v Arnarfjörðuru na jihu a Dýrafjörðurem na severu. Původní trasa silnice 60 Vestfjarðavegurs vedla přes náhorní rovinu Hrafnseyrarheiði, kde stoupala do výšky 552 m. Výška sněhu zde údajně v jednu dobu dosahovala 22 m. Jeho výstavba začala v roce 2017 a odhadované náklady byly 9,2 miliardy ISK (ceny z roku 2016). Investorem byla Islandská správa komunikací Vegagerðin. Hlavními dodavateli tunelu byly islandská společnost Suðurverk a česká společnost Metrostav.
Dne 14. září 2017 byl slavnostně proveden první odstřel. Do června 2018 bylo vyraženo 2 646,7 m (49,9 %) tunelu. První odstřel na straně Dýrafjörður byl proveden 15. října 2018. K proražení došlo 17. dubna 2019.
V neděli 25. října 2020 byl Dýrafjarðargöng slavnostně otevřen ministrem dopravy Sigurðurem Ingi Jóhannssonem – na dálku z Reykjavíku a celá akce byla streamována a přenášena i to tunelu a okolí. Část Vestfjarðavegur, kterou tunel nahradí, se z velké části stala silnicí Hrafnseyrarvegur s novým číslem 626. Silnice podél pobřeží Dýrafjörðuru se nazývá Þingeyrarvegur a má číslo 622. Toto číslo má také silnice Svalvogavegur, která vede k dnes (2020) již opuštěnému Lokinhamradalur. Od doby, kdy byla trasa kolem vnitřního fjordu zkrácena přehradou a mostem, zde nevede žádná pravidelná silnice. 
V islandském plánování tunelů z roku 2000 existovala ještě západní alternativa: tunel by byl dlouhý jen 2 000 m, portály by se nacházely ve výšce 290 m a 360 m nad mořem, a byly by vystavené sněhu.

## Popis
Vzhledem k obtížné situaci při zásobování, nesjízdnost silnic hlavně v zimě, byla u budoucího portálu Dangar vybudována betonárna s pěti sily s celkovou kapacitou 750 t cementu a v depotu bylo před zimou uloženo 12 000 t kameniva pro výrobu betonu. Pro uložení dalšího materiálu jako jsou výbušniny a stavební chemie byly postaveny tři vytápěné haly. Dále bylo vybudováno zázemí pro stavební stroje. Zásoba pohonných hmot činila 70 000 l (určeno hlavně pro období mezi otevřením cesty).
Silnice Vestfjarðavegur vstupuje do 5 601 m dlouhého jednotubusového tunelu z jihu od Borgarfjörðuru pod náhorní rovinu Hrafnseyrarheiði, trasou v obloucích s různými poloměry od 600 m až do 12 000 m. Z celkové délky tunelu bylo 5 301 m raženo metodou Drill&Blast, dalších 300 m délky bylo hloubeno pro zářezy tunelu s lavinovou ochranou u obou portálů. Jižní portál tunelu Rauðsstaðir se nachází ve výšce 35 m n. m. Od něj bylo raženo dovrchně 3 657,6 m do výšky 90 m n. m. se sklonem 1,5 %. Severní portál Drangar v Dýrafjörðuru je 67 m n. m. a od něj bylo raženo dovrchně1 643,4 m ve sklonu 1,5 %. První vrstva ostění o tloušťce 0,10 m byla provedena ze svorníkové výztuže a stříkaného betonu. Konečné ostění tvořila opět vrstva stříkaného betonu a další svorníkové výztuže o tloušťce 0,20 m.
Kromě tunelu bylo vybudováno 8,1 km nových silnic. Tato nová stavba zkracuje silnici Vestfjarðarvegur o 27,4 km.

## Geologie
V místě souběhu divergentního deskového rozhraní na středoatlantském hřbetu a plášťového diapiru v severní části Atlantského oceánu leží ostrov Island. Oblast Západních fjordů se vyznačují generelně nižší vulkanickou i geotermální aktivitou. Západní pobřeží Islandu, které je nejstarší oblastí ostrova (střední miocén), je tvořeno terciérními bazaltovými formacemi. Ty zahrnují z 80 % tholeitické bazalty ve formě lávových proudů (čediče), které jsou silně tektonicky narušeny. V průběhu různě krátkých period narušení probíhala sedimentace vulkanoklastických hornin a zeminy, které vytvářely nesoudržné tufové (sedimentární) vrstvy o mocnostech od několika centimetrů do několika metrů. Taková vrstva o mocnosti 9–10 m byla zastižena při zahájení ražby portálu Drangar. Obecné uložení vrstev bylo subhorizontální s inklinací 4–6 % postupně stoupající ze dna do přístropí díla při ražbách z jižního portálu a postupně klesající ze severního portálu. U portálu Rauðsstaðir byla zastižena rozsáhlá vodonosná oblast s přítokem 700–800 l/min. Další přítoky byly zastiženy ve vodonosných oblastech, kde horizontálně uložené vrstvy byly proťaty vertikálními lávovými komíny (dyky).

## Data
- Počet tubusů: 1
- Počet silničních pruhů: 2
- Délka tunelu: 5 601 m (ražená: 5301 m, hloubená: 300 m)
- Profil: 55,6 m², v místě bezpečnostních zálivů až 77 m²
- Počet bezpečnostních zálivů: 10
- Nejvyšší nadloží: 700 m
- Celkový objem ražených částí: 317 660 m³
- Průjezdný profil: 4,6 × 6 m (v × š)
- Celková ražená šířka: 9,42 m
- Poloměr profilu: 4,36 m (střed poloměru 1,64 m nad středem vozovky)
- Vnitřní šířka v patě tunelu: 8,44 m